# 609
609（六百零九）是608与610之间的自然数。

## 在数学中
- 合數，正因數有1、3、7、21、29、87、203和609。
質因數分解為{\displaystyle 3\times 7\times 29}。
- 虧數，真因數和為351，虧度為258。
- 不尋常數，大於平方根的質因數為29。
- 無平方數因數的數。
- 第75個楔形數。前一個為606、下一個為610。
- 十进制的奢侈數。

## 在人类文化中
- 蔡英文在2012年中華民國總統選舉中以609萬3578票敗選。「609」在當時台灣成為蔡英文支持者的代名詞，後來被「689」跟「817」取代。